# Daniel Hoevels

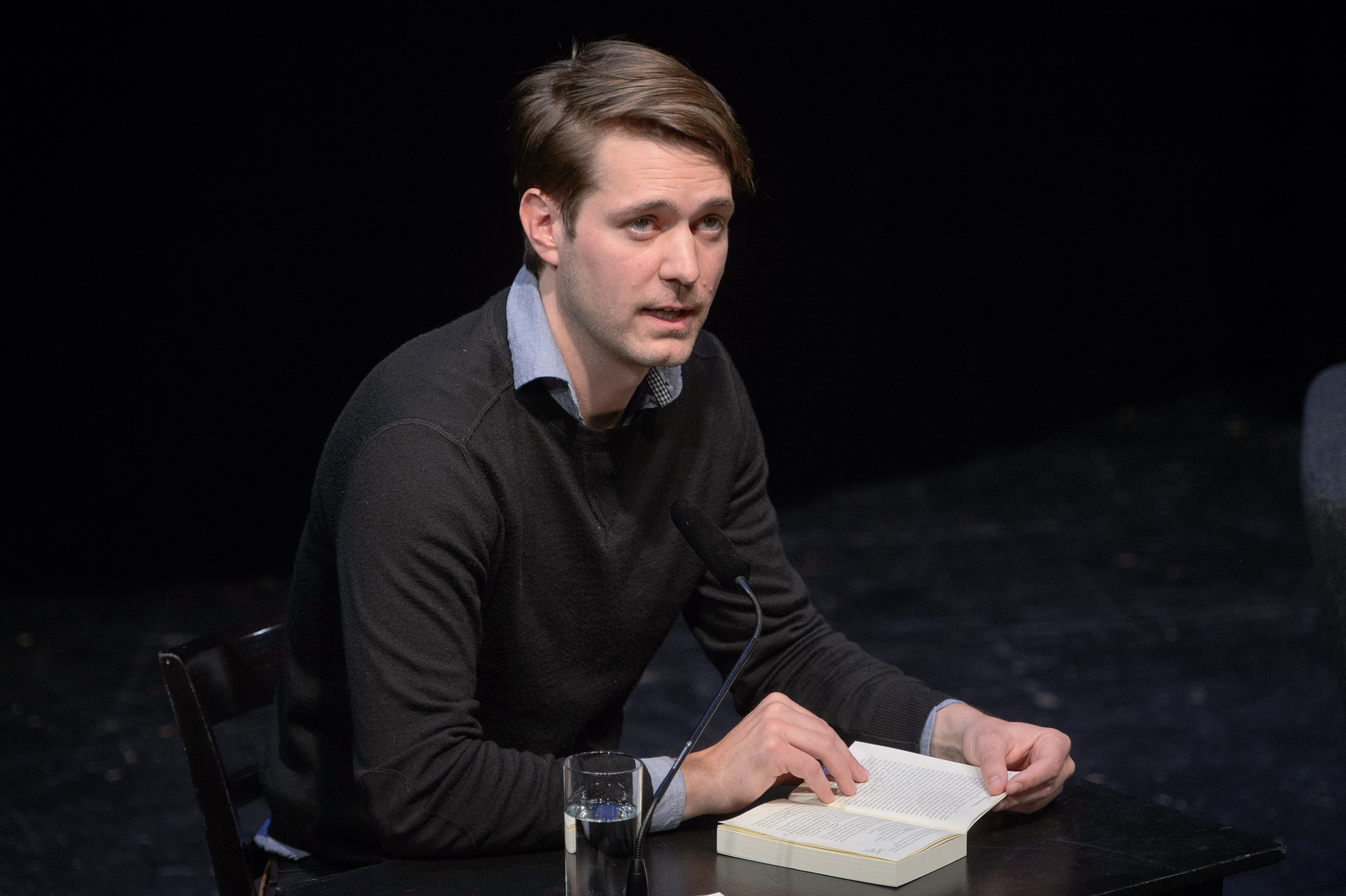
Daniel Hoevels (2014)

Daniel Hoevels (* 10. März 1978 in Lund, Schweden) ist ein deutscher Schauspieler.

## Leben
Hoevels wurde in Südschweden geboren. Er besuchte die Freie Waldorfschule in Heidelberg, wo er als 16-Jähriger in der Theater-AG erste schauspielerische Erfahrungen machte. Von 1997 bis 2000 studierte er zunächst Politikwissenschaft an der Freien Universität Berlin. Er entschied sich dann nach drei Jahren Studium für die Schauspielerei und wurde nach mehreren Vorsprechen in Berlin, Köln, Bochum und Saarbrücken schließlich in Hamburg angenommen, wo er von 2001 bis 2004 (nach anderen Quellen 2005) seine Schauspielausbildung an der Hochschule für Musik und Theater absolvierte. Während seiner Ausbildung hatte er erste Theaterauftritte in Hamburg (Kampnagel Hamburg, Zeisehallen Hamburg) und Weimar. Am Nationaltheater Weimar gastierte er 2004 mit der Rolle des Malvolio in Was ihr wollt. Noch vor der Abschlussinszenierung White Trash (Regie: Andreas Kriegenburg), mit welcher er 2004 auch beim Theatertreffen Deutschsprachiger Schauspielstudierender gastierte, spielte er am Thalia Theater Hamburg bereits, neben Tino Mewes als Tom Sawyer, den Huckleberry Finn in dem Familienstück Tom Sawyer & Huckleberry Finn.
Von Januar 2005 bis 2009 war er festes Ensemblemitglied am Thalia Theater Hamburg. Dort arbeitete er in zahlreichen Inszenierungen u. a. mit den Regisseuren David Bösch, Jorinde Dröse, Jette Steckel, Andreas Kriegenburg, Nicolas Stemann, Armin Petras und Stephan Kimmig zusammen. Anfang 2005 übernahm er am Thalia Theater die Rolle des Herzogs von Burgund in der König Lear-Inszenierung von Andreas Kriegenburg. Sein Hamburger Debüt in einer Hauptrolle hatte er im September 2005 als Haimon in Antigone, in einer Inszenierung von Christine Eder im Thalia in der Gaußstraße. Im Dezember 2005 folgte die Rolle von Tonis Verführer Morten Schwarzkopf in der Buddenbrooks-Bühnenfassung von John von Düffel. In der Spielzeit 2005/06 übernahm er die Rolle des Lysander in Ein Sommernachtstraum in der Inszenierung von Jorinde Dröse. In der Spielzeit 2006/07 trat er dort als Mortimer in Maria Stuart in einer Neuinszenierung des Schiller-Dramas von Stephan Kimmig auf. In der Spielzeit 2007/08 spielte er am Thalia Theater den Romeo in Romeo und Julia in einer Neuinszenierung von Andreas Kriegenburg.
Ende 2008 trat Hoevels auf Gastspielreise am Wiener Burgtheater in der Rolle des Mortimer in Maria Stuart auf. Im Dezember 2008 verletzte er sich während einer Vorstellung mit einem Messer am Hals schwer. Nach Presseaussendungen des Wiener Burgtheaters und des Hamburger Thalia Theaters handelte es sich dabei um einen Bühnenunfall; Gerüchte, es habe sich um einen Mordanschlag gehandelt, bestätigten sich nicht. Im Dezember 2008 übernahm er, wenige Tage nach seinem Auftritt am Wiener Burgtheater, den Willi, den Freund der Hauptfigur Edgar Wibeau, in einer Bühnenfassung des Plenzdorf-Romans Die neuen Leiden des jungen W. am Thalia-Theater.
Seit der Spielzeit 2009/10 ist er Ensemblemitglied am Deutschen Theater Berlin. Er spielte dort u. a. in Herz der Finsternis (Premiere: September 2009, Regie: Andreas Kriegenburg), weiters den Polizisten Thomas Tomason in Diebe von Dea Loher (Uraufführung: Januar 2010, Regie: Andreas Kriegenburg), Mortimer in Maria Stuart (Berliner Premiere: April 2010, Regie: Stephan Kimmig), als Puck in Ein Sommernachtstraum (Premiere: September 2010, Regie: Andreas Kriegenburg), als Johannes, der Jüngling in Baal (Premiere: November 2014, Regie: Stefan Pucher) und Dr. Rank in Nora (Premiere: Dezember 2015, Regie: Stefan Pucher, nach einer Neueinrichtung von Armin Petras). In der Spielzeit 2016/17 übernahm er am Deutschen Theater Berlin die historische Figur des Jean Paul Marat in einer Neuinszenierung von Marat/Sade (Premiere: November 2016, Regie: Stefan Pucher). In der Spielzeit 2017/18 gehörte er u. a. neben Ulrich Matthes, Benjamin Lillie, Birgit Unterweger und Cordelia Wege zum zehnköpfigen Schauspielerensemble von Sebastian Hartmanns Ulysses-Inszenierung am Deutschen Theater.
Hoevels gastierte außerdem am Schauspiel Frankfurt und bei den Bregenzer Festspielen (2010; in der Berliner Herz der Finsternis-Inszenierung).
Hoevels übernahm auch einige wenige Film- und Fernsehrollen. Im April 2009 war Hoevels in der ZDF-Serie Küstenwache als Segler Leif Thorwesten zu sehen. Außerdem wirkte er in dem Kinofilm Ich will mich nicht künstlich aufregen (2014) von Max Linz mit. Im Mai 2016 war Hoevels in seiner ersten Hauptrolle im Fernsehen zu sehen. In dem ZDF-„Herzkino“-Film Ein Sommer auf Sizilien (2016) spielte er, an der Seite von Henriette Richter-Röhl, den Schiffbrüchigen Bruno Haller. Im Dresdner Tatort: Wer jetzt allein ist (Erstausstrahlung: Mai 2018) verkörperte er den „verhuschten“ „Silversurfer“, ein Mitglied einer Online-Dating-Männergruppe, der sich mit einem Gewaltvideo im Internet an dem späteren Mordopfer rächen will.
Hoevels ist außerdem als Sprecher für Hörbücher, Hörspiele und als Rezitator tätig. Er lebt in Berlin.

## Filmografie (Auswahl)
- 2008: Maria Stuart (Aufführungsmitschnitt, ZDF-Theaterkanal)
- 2010: Küstenwache (Fernsehserie; Folge: Duell ohne Gnade)
- 2010: So wie wir hier zusammen sind (Kurzfilm)
- 2012: Carousel (Kurzfilm)
- 2014: Ich will mich nicht künstlich aufregen (Kinofilm)
- 2016: Ein Sommer auf Sizilien (Fernsehfilm)
- 2018: Tatort: Wer jetzt allein ist (Fernsehreihe)